# Bailando nace el amor
Bailando nace el amor (título original: You Were Never Lovelier) es una película estadounidense musical y romántica de 1942 dirigida por William A. Seiter y protagonizada por Fred Astaire (10 de mayo de 1899- 22 de junio de 1987)     y Rita Hayworth (17 de octubre de 1918- 14 de mayo de 1987), quienes compartieron cartel por segunda y última vez en el cine. Fue filmada en la ciudad de Buenos Aires.
El film es una remake de la película argentina Los martes, orquídeas, estrenada el año anterior con la dirección de Francisco Mugica y un elenco conformado por Mirtha Legrand, Enrique Serrano, Zully Moreno y Juan Carlos Thorry.

## Sinopsis
Un bailarín (Fred Astaire) queda abandonado en Buenos Aires y se dedica a cortejar a la hija del dueño del hotel (Rita Hayworth) donde se aloja, pero el plan le sale mal y acaba enamorándose de verdad.

## Reparto
- Fred Astaire como Robert "Bob" Davis.
- Rita Hayworth como María Acuña.
- Adolphe Menjou como Eduardo Acuña.
- Isobel Elsom como María Castro.
- Leslie Brooks como Cecy Acuña.
- Adele Mara como Lita Acuña.
- Xavier Cugat como él mismo.
- Gus Schilling como Fernando "Fernie", el secretario de Acuña.
- Barbara Brown como Delfina Acuña, la esposa de Eduardo.
- Douglas Leavitt como Juan Castro, el marido de María.

## Premios y nominaciones
La película fue nominada para tres Premios de la Academia:
- Music (Scoring of a Musical Picture)
- Music (Song)
- Sound Recording: (John Livadary)